# La ciénaga (film)
La ciénaga è un film del 2001 diretto da Lucrecia Martel.